# پاچورا
پاچورا (به انگلیسی: Pachora) یک منطقهٔ مسکونی در هند است که در بخش جلگاون واقع شده‌است. پاچورا ۵۹٬۶۰۹ نفر جمعیت دارد و ۲۶۱ متر بالاتر از سطح دریا واقع شده‌است.